# 横滨正金银行大楼 (沈阳)

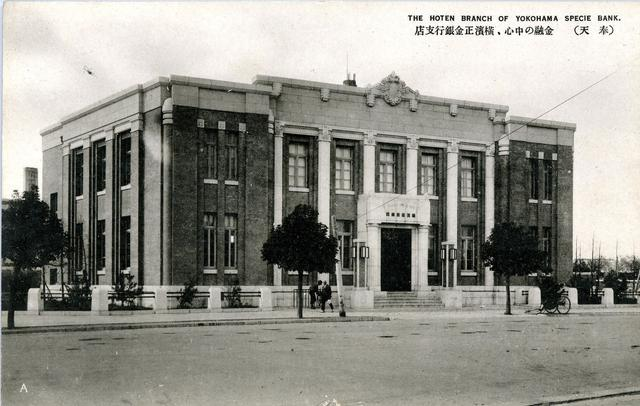
旧时横滨正金银行

沈阳横滨正金银行大楼是日本横滨正金银行在中国辽宁省沈阳市建造的分行大楼。2013年，成为第七批全国重点文物保护单位——沈阳中山广场建筑群项目之一。现为中国工商银行沈阳分行使用。

## 历史沿革
横滨正金银行于1905年在中街设立奉天出张所，并于1908年改为支店。1921年，横滨正金银行奉天支店迁入奉天满铁附属地。现存横滨正金银行奉天支店旧址于1924年动工，1925年9月竣工。1925年10月，横滨正金银行奉天支店迁入大楼。中国抗日战争结束后，沈阳横滨正金银行大楼由远东银行使用。辽沈战役后，使用者为中国工商银行。

## 建筑特点
沈阳横滨正金银行大楼由日本宗像建筑事务所设计，大连三田工务所施工。大楼建筑为砖混结构地上2层，地下1层，建筑面积1558平方米，建筑特点为典型欧洲古典与日式建筑相结合。